# Corydalis calycina
Corydalis calycina är en vallmoväxtart som beskrevs av M. Lidén. Corydalis calycina ingår i släktet nunneörter, och familjen vallmoväxter. Inga underarter finns listade i Catalogue of Life.